# Елія Вівіані
Елія Вівіані (італ. Elia Viviani, нар. 7 лютого 1989, Ізола-делла-Скала, Італія) — італійський велогонщик, олімпійський чемпіон 2016 року, п'ятиразовий чемпіон Європи.

## Виступи на Олімпіадах
| Олімпіада           | Дисципліна    | Місце |
| ------------------- | ------------- | ----- |
| Лондон 2012         | групова гонка | 38    |
| Лондон 2012         | омніум        | 6     |
| Ріо-де-Жанейро 2016 | омніум        | 1     |
| Токіо 2020          | омніум        | 3     |
| Токіо 2020          | медісон       | 10    |

## Зовнішні посилання
- Елія Вівіані — олімпійська статистика на сайті Sports-Reference.com (англ.) (архівна версія)